# Mierzyn (Dobra)
Mierzyn (deutsch Möhringen) ist ein Dorf in der Woiwodschaft Westpommern in Polen. Es gehört zur Gmina Dobra (Landgemeinde Daber) im Powiat Policki (Pölitzer Kreis).

## Geographische Lage
Das Dorf liegt im östlichen Vorpommern, etwa 9 km südöstlich des Dorfes Dobra (Daber), 16 km südwestlich der Stadt Police (Pölitz) und 9 km westlich der Stadtmitte von Stettin.

## Geschichte

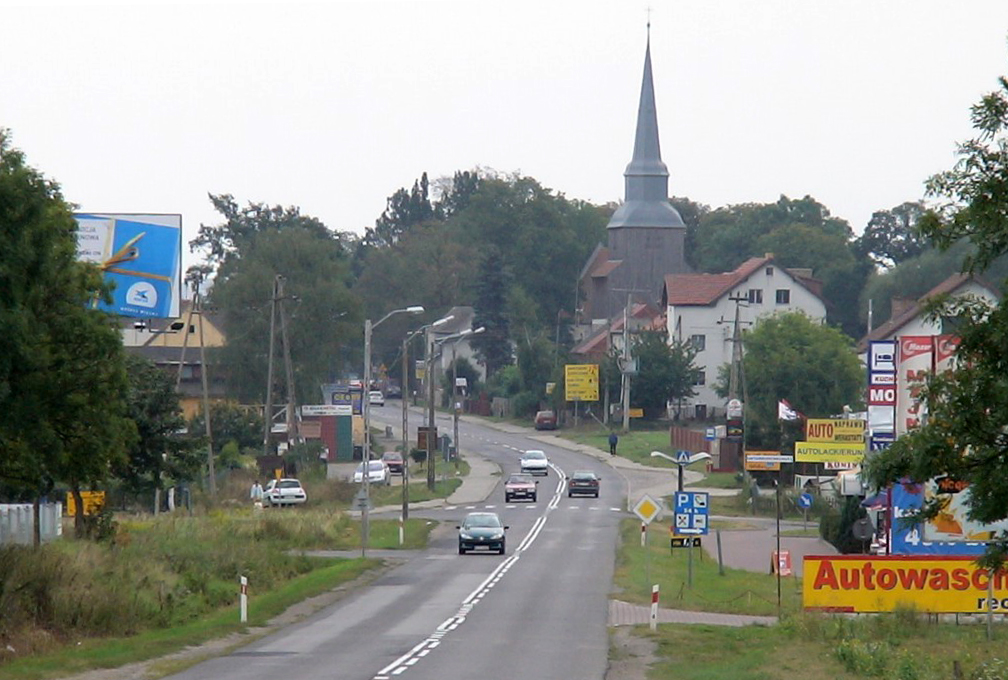
Dorfstraße

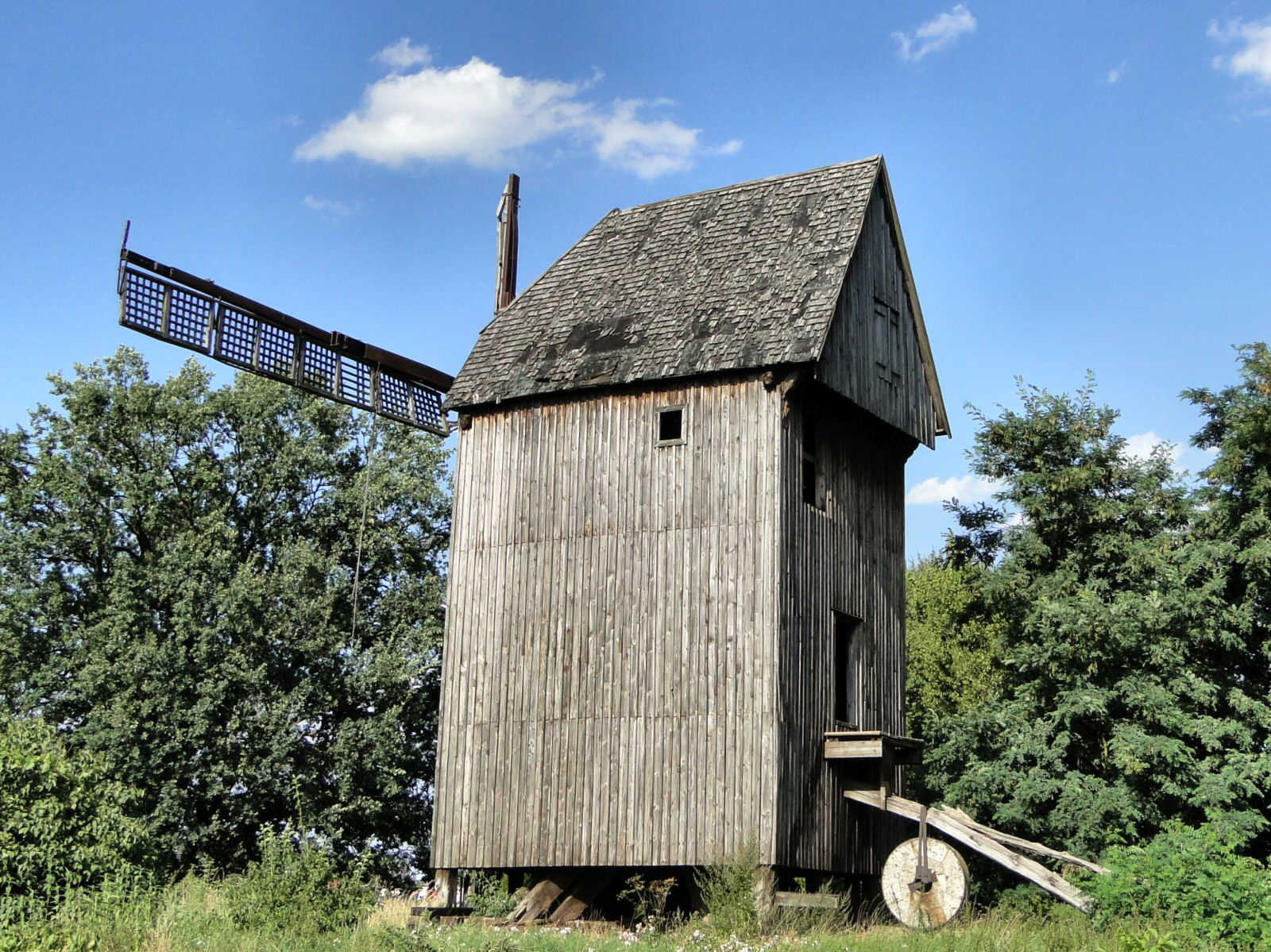
Historische Bockwindmühle

Aus dem 13. Jahrhundert sind die Herren von Möhringen bekannt. Das Dorf befand sich später um die Wende vom 13. zum 14. Jahrhundert im Besitz des Bischofs von Cammin, von dem es 1305 der Stettiner Bürger Johannes von Brakel übernahm. 1397 gelangte Möhringen in den Besitz der Kartause Gottesgnaden in Grabow.
Eine Windmühle in Möhringen wurde bereits Anfang des 14. Jahrhunderts urkundlich erwähnt. Im Jahr 1628 war die Mühle landesfürstliches Eigentum und gehörte zum Amt Alten Stettin. Im 18. Jahrhundert waren die Bewohner von Möhringen Zwangsmahlgäste der Mühle.
Während des Dritten Napoleonischen Kriegs wurde im Jahr 1806 im Pfarrhaus von Möhringen die Kapitulation Stettins unterzeichnet.
In den 1920er Jahren wurden in Möhringen Fahrzeuge, hauptsächlich Motorräder, der Marke Alba produziert.
Am Anfang der 1930er Jahre hatte die Gemarkung der Gemeinde Möhringen eine Flächengröße von 8,7 km², und auf dem Gemeindegrund standen zusammen 75 Wohnhäuser an zwei verschiedenen Wohnorten:
1. Heinrichsdorf
2. Möhringen

Im Jahr 1925 wurden in Möhringen 801 Einwohner gezählt, die auf 185 Haushaltungen verteilt waren.
Von 1818 bis 1939 gehörte Möhringen zum Kreis Randow im Regierungsbezirk Stettin der Provinz Pommern.
Im Jahre 1939 wurde Möhringen in die Stadt Stettin eingemeindet, bei der es bis 1945 verblieb.
Möhringen gehört zu dem Teil Pommerns westlich der Oder, der nach dem Zweiten Weltkrieg 1945  polnisch wurde. Das Dorf erhielt den polnischen Namen Mierzyn. Die deutsche Bevölkerung wurde vertrieben und durch polnische Bürger ersetzt. Im Jahr 2008 lebten in der Gemeinde Mierzyn knapp über 5.000 Menschen.

## Entwicklung der Einwohnerzahlen
- 1862: 724, darunter ein Katholik und sieben Juden.[2]
- 1925: 801, darunter 44 Katholiken und drei Juden[4]
- 1933: 883[5]
- 1939: 2.033[5]
- 2008: ca. 5.000

## Kirche
Die vor 1945 in Möhringen anwesende Bevölkerung gehörte mit großer Mehrheit – im Jahr 1925 über 90 % – der evangelischen Konfession an. Möhringen war Sitz eines evangelischen Pfarramts (der Landeskirche). In das Kirchspiel Möhringen eingepfarrt war die Gemeinde Kreckow.

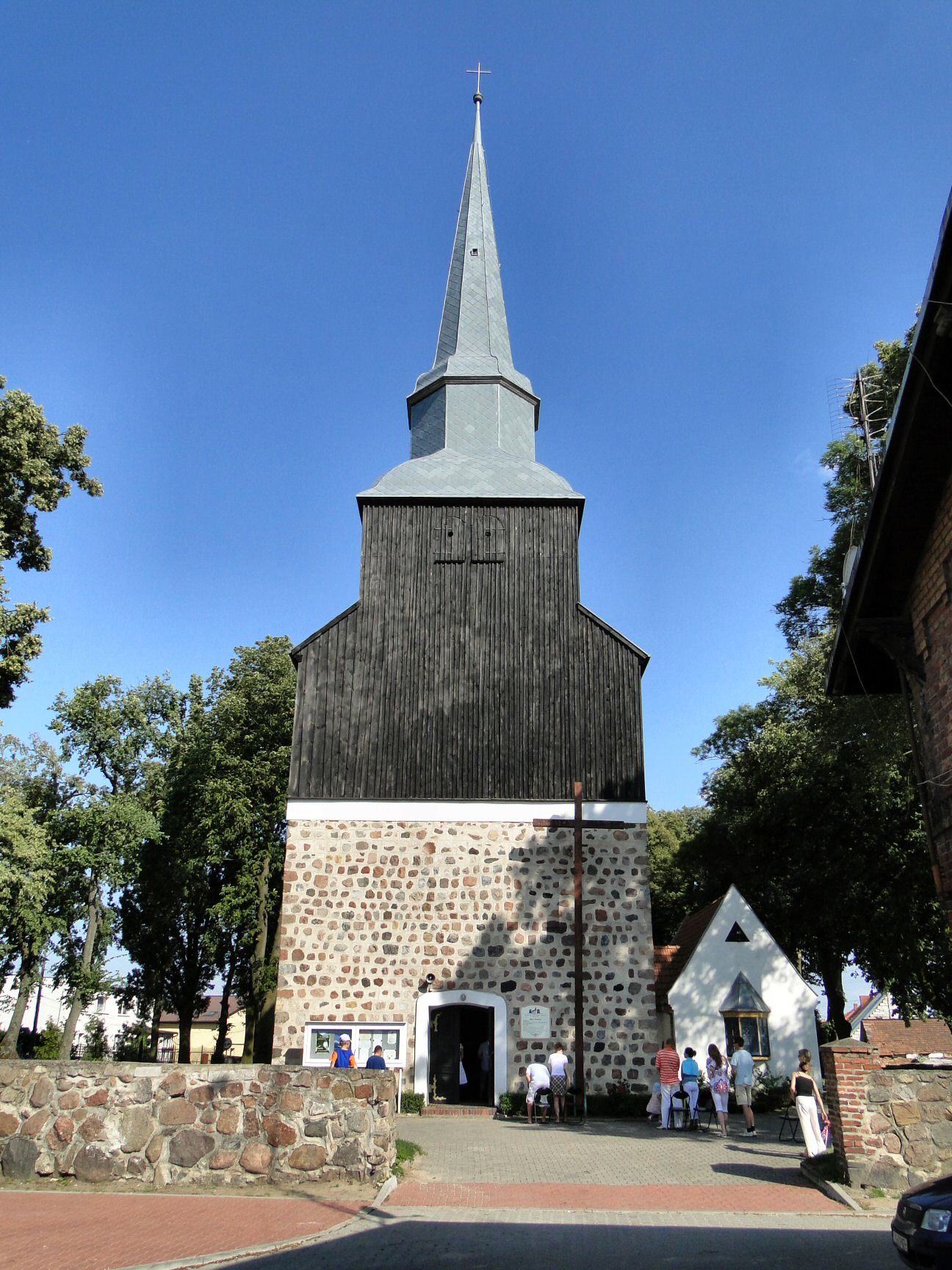
Dorfkirche, Frontseite
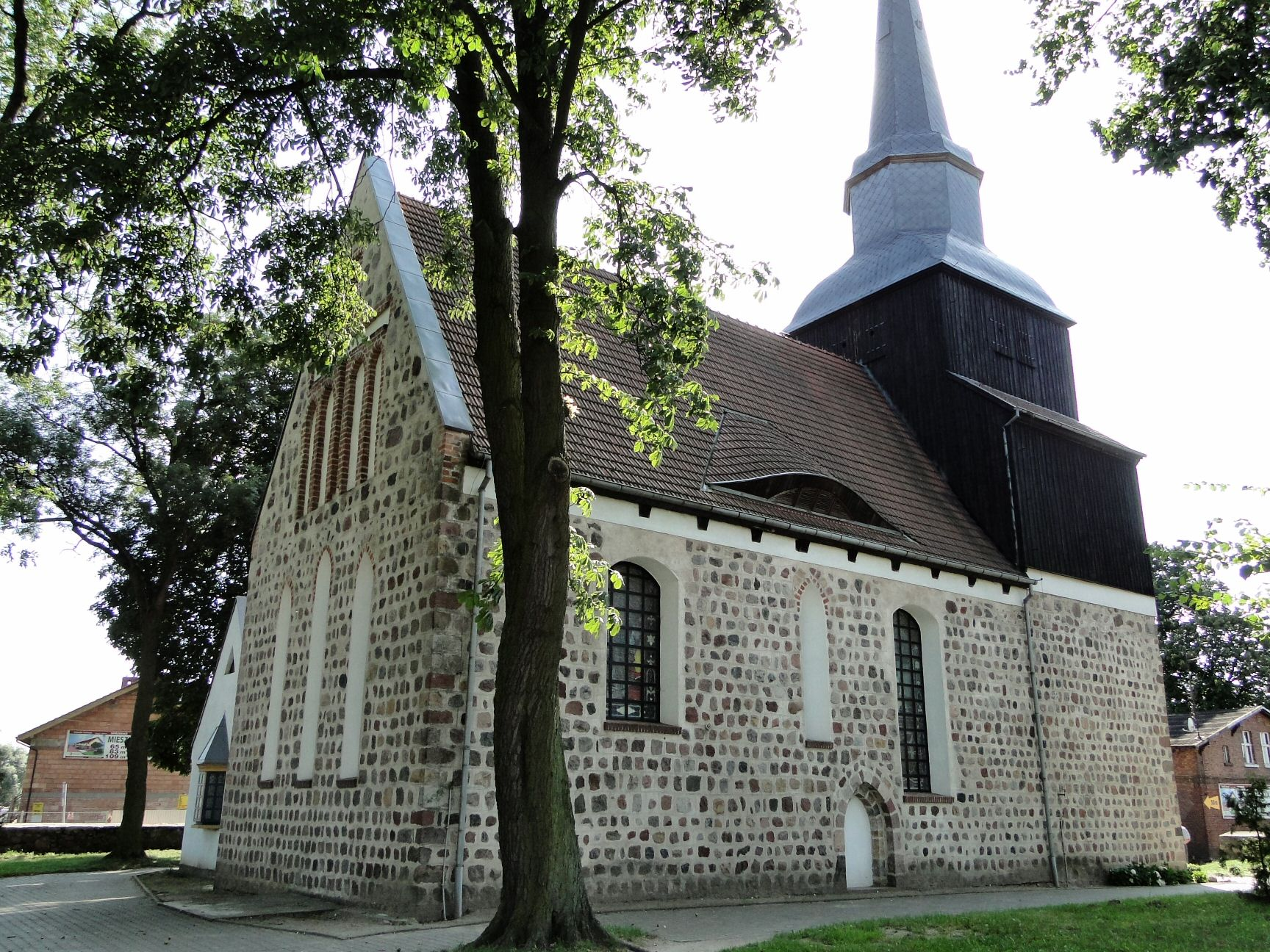
Dorfkirche, Seitenansicht
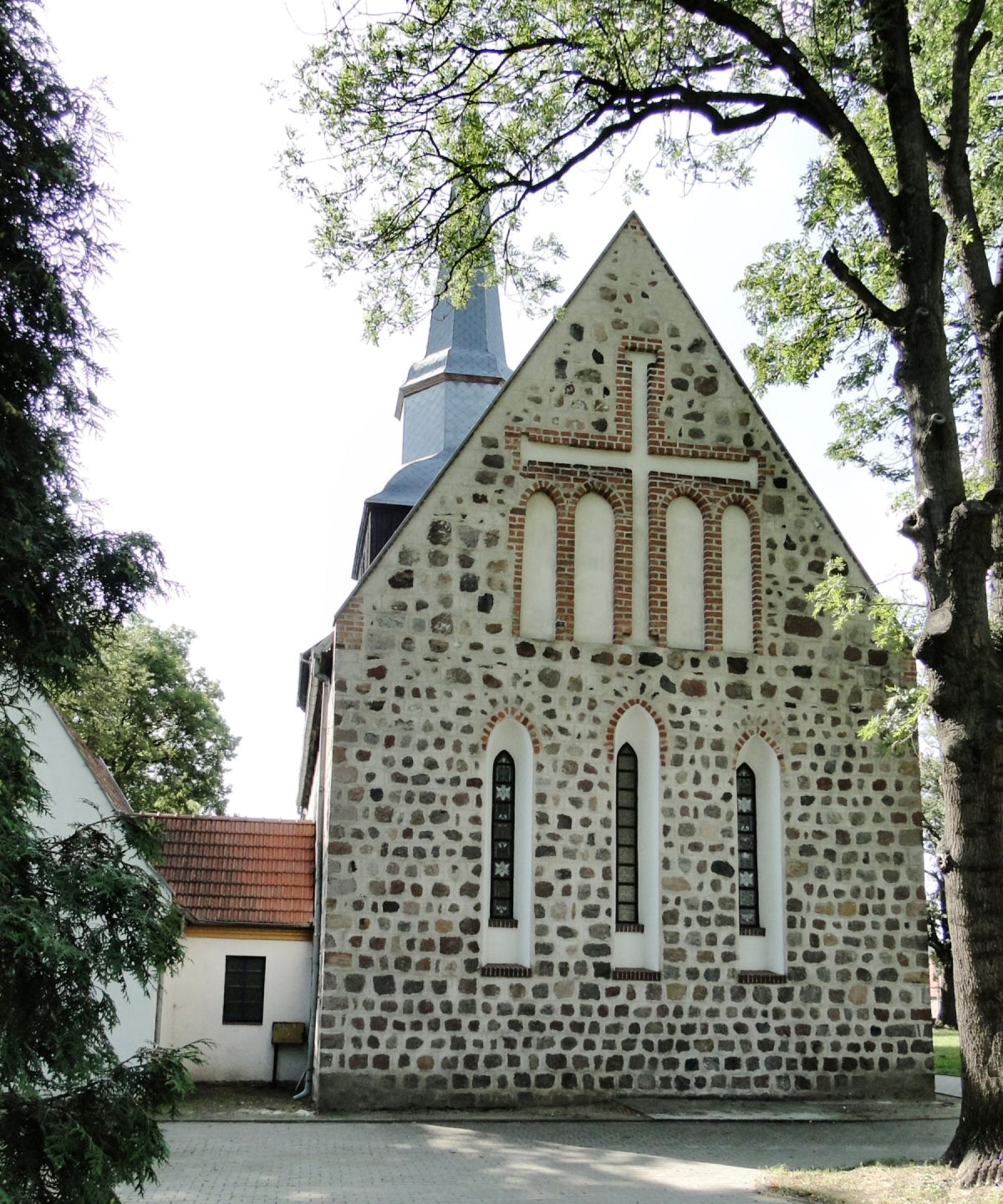
Dorfkirche, Rückseite

## Verkehr
Der Ort liegt an der Landesstraße 10 (Droga krajowa 10), welche am Grenzübergang Linken/Lubieszyn (Neu Linken) als Fortsetzung der Bundesstraße 104 (ehemalige Reichsstraße 104, hier auch: Hansische Ostseestraße) beginnt und durch die Stadtmitte von Stettin führt.

## Persönlichkeiten

### Söhne und Töchter des Ortes
- Albert Schmidt (1850–1919), deutscher Jurist und Politiker, Landrat des Landkreises Coburg
- Otto Autrum (1877–1944), deutscher Postbeamter, Präsident der Reichspostdirektion Königsberg

### Mit dem Ort verbunden
- August Rübesamen (1823–1893), deutscher evangelischer Geistlicher, war von 1869 bis zu seinem Tode Pastor in Möhringen